# Desnutrición
Se llama desnutrición a un estado patológico de distintos grados de seriedad y de distintas manifestaciones clínicas, causado por la asimilación deficiente de alimentos ingeridos por el organismo.
La desnutrición es una condición patológica resultante de una ingesta o absorción inadecuada de nutrientes, que puede llevar a una disminución de la masa corporal y a alteraciones en las funciones fisiológicas. También puede ser resultante de una dieta inapropiada como hipocalórica o hipoproteica.  Aunque es más prevalente en países subdesarrollados, también afecta a poblaciones vulnerables en países desarrollados, incluyendo niños, ancianos y personas con enfermedades crónicas. Tiene influencia en las condiciones sociales o psiquiátricos de los afectados. 
La diferencia entre esta y la malnutrición es que en la desnutrición existe una deficiencia en la ingesta de calorías y proteínas,[cita requerida] mientras que en la malnutrición existe una deficiencia, exceso o desequilibrio en la ingesta de uno o varios nutrientes que el cuerpo necesita (ejemplo: vitaminas, hierro, yodo, calorías, entre otros).
En menores un cuadro clínico de desnutrición puede terminar en kwashiorkor que se da por insuficiencia proteica en la dieta o marasmo que trae como resultado flaqueza exagerada a falta de un déficit calórico total en la dieta.
En los niños la desnutrición puede comenzar incluso en el vientre materno. Las consecuencias de la desnutrición infantil son:
Niños de baja estatura, con palidez, delgados, muy enfermizos y débiles, que tienen problemas de aprendizaje y desarrollo intelectual. Mayores posibilidades de ser obesos de adultos. Las madres desnutridas dan a luz niños desnutridos y las que padecen anemia o descalcificación tienen más dificultades en el parto con niños de bajo peso.
Según Médicos Sin Fronteras, cada año de 3 a 5 millones de niños menores de seis años mueren de desnutrición.

## Síntomas y detección
Los síntomas pueden variar de acuerdo a lo que causa la desnutrición, pero se pueden mencionar síntomas generales como fatiga, mareo y pérdida de peso. Se puede detectar mediante valoraciones nutricionales y análisis de sangre.
En los niños con desnutrición se puede observar que no crecen, están tristes, no juegan, no quieren comer, lloran con facilidad, y se enferman muy fácilmente.
En medicina se puede detectar la malnutrición o la desnutrición midiendo la talla y el peso y comparando estos con tablas de crecimiento, verificando si hay un desvío de los valores normales de talla y peso para la edad dada del niño.
En 2006, la OMS difundió el nuevo Patrón de Crecimiento Infantil a nivel mundial. Se considera que los niños que siguen el desarrollo dentro de este patrón tienen un crecimiento normal para esa edad. Con este nuevo patrón se demuestra que todos los niños del mundo tienen el mismo potencial para desarrollarse y que las diferencias en el crecimiento hasta los cinco años de edad están relacionadas con una adecuada nutrición, el tipo de alimentación, la atención sanitaria y el medio ambiente, independientemente de los genes o región del planeta a la que pertenece el niño.
Una revisión sistemática a nivel mundial publicada en enero de 2016 en The Lancet Diabetes & Endocrinology por Scherdel et al., concluye que actualmente las prácticas que se llevan a cabo para controlar el ritmo de crecimiento de los niños en la mayor parte de los países se basan en datos insuficientes, utilizando métodos subóptimos, lo que conduce a la existencia de retrasos diagnósticos en casos de trastornos de salud importantes, con consultas excesivas de niños sanos con variaciones normales de crecimiento, todo lo cual produce elevados costes sanitarios. Se necesitan posteriores estudios para poder estandarizar la práctica del control de crecimiento y llegar a establecer un acuerdo internacional, y definir cuándo un crecimiento es anormal, incluyendo la selección de tablas de crecimiento adecuadas. No obstante, resulta importante que los clínicos tengan presente que un algoritmo es un patrón de toma de decisiones que establece una serie de compañeros, pero que en ningún caso debe sustituir el propio juicio individual y la valoración clínica personal.
Los programas de alimentación complementaria busca cerrar la brecha energética originada por este problema, proporcionándoles a las personas alimentos y bebidas con un alto nivel de energía, para ser consumidos junto con sus comidas regulares. Una revisión sistemática de 32 estudios, la mayoría llevados a cabo en países de ingresos bajos y medios, halló que la alimentación complementaria tiene una incidencia pequeña en los resultados nutricionales. Esta es más eficaz en los niños más pequeños y pobres, cuando se les proporcionan dichos alimentos en guarderías o centros de alimentación en vez de que se los lleven a sus hogares; cuando los alimentos complementarios proporcionan mayor energía; y cuando la supervisión del programa es estricta. Asimismo, existe un efecto positivo en el desarrollo psicomotor, aunque no hay evidencia clara sobre su efecto sobre el desarrollo cognitivo.

## Desnutrición crónica
La desnutrición crónica en infantes, niños y adolescentes, es el retraso del crecimiento esperado para una edad dada y reflejado en el peso y la talla del menor. En este retraso en niños o adolescentes en fase de crecimiento, el cuerpo retrasa su crecimiento ante la falta de nutrientes provocándole falencias que lo afectaran en el futuro. Esta desnutrición puede ser moderada o severa de acuerdo a la talla y peso que se registre.
Como resultado la desnutrición crónica y anemia en menores de 0 a 3 años producen deterioros en la capacidad física, intelectual, emocional y social de los niños, también riesgos de contraer enfermedades por infección y de muerte. El deterioro que produce genera dificultad de aprendizaje escolar, y detiene el acceso del niño a una educación superior. De adulto trae limitaciones físicas e intelectuales, obteniendo así dificultades de inserción laboral.
Este tipo de desnutrición está muy ligado a la pobreza, y en condiciones socioeconómicas muy desiguales la desnutrición crónica es mayor. Esto es, cuanto más concentrada esta la riqueza en las clases ricas más concentrada esta la desnutrición crónica en los hogares pobres.
La desnutrición crónica también es un indicador socioeconómico. De acuerdo al mapa interactivo del periodo 2006-2008 de la FAO sobre la desnutrición en el mundo, las regiones más afectadas en mayor o menor medida por este flagelos son: Latinoamérica, África menos Sudáfrica, Medio Oriente, Asia con excepción de Japón y Rusia, y Países de Oceanía menos Australia y Nueva Zelanda.
En años recientes, la desnutrición crónica sigue siendo un problema grave a nivel mundial. Según UNICEF España, en 2022 alrededor de 148 millones de niños menores de cinco años sufrían retraso en el crecimiento debido a la desnutrición crónica, mientras que 45 millones presentaban desnutrición aguda grave, incrementando significativamente el riesgo de mortalidad infantil.  La pandemia de COVID-19 agravó esta situación, incrementando los niveles de inseguridad alimentaria en regiones como África subsahariana y Asia meridional . Frente a esta crisis, organizaciones internacionales como UNICEF, la OMS y la FAO están impulsando programas de prevención de la desnutrición mediante la promoción de la lactancia materna, la suplementación con micronutrientes y la mejora del acceso a alimentos nutritivos y seguros . 

## Causas
La causa más frecuente de la desnutrición es una mala alimentación, en la que el cuerpo gasta más energía que la comida que consume. Existen patologías médicas que pueden desencadenar una mala absorción o dificultades en la alimentación causando así la desnutrición. O circunstancias sociales, ambientales o económicas pueden arrastrar a las personas a una desnutrición. 
Estas causas; pueden ser:

### Patologías médicas
- Anorexia nerviosa
- Bulimia
- Celiaquía
- Coma
- Depresión
- Diabetes mellitus
- Enfermedad gastrointestinal
- Vómitos constantes
- Diarreas

#### Circunstancias sociales
- Hambrunas: Pueden ser ocasionadas por, sequías, plagas, razones políticas, guerras, o múltiples motivos.
- Pobreza: La pobreza es la principal causa de desnutrición en el mundo, según la FAO para el año 2009 1.020 millones de personas sufrían de hambre a nivel mundial y el mayor porcentaje de esta población vive en países subdesarrollados.[13]

Entre algunas de las causas relacionadas con la pobreza encontramos el no contar con dinero para comprar alimentos, una inadecuada distribución de los alimentos en la familia, difícil acceso o escasos servicios de salud, interrupción de la lactancia materna (destete) a edades muy tempranas, introducción tardía e insuficiente de alimentos complementarios a la leche materna, infecciones frecuentes: diarreicas y/o respiratorias e higiene inadecuada en alimentos.

## Fisiopatología y cuadro médico
En un comienzo un individuo con un estado inicial de desnutrición al tener su alimentación altamente limitada, sufre primeramente un gasto energético. Gastándose rápidamente sus ATPs producidos por las mitocondrias luego agotando la glucosa de los tejidos y la sangre producida por la liberación de insulina.
Con el agotamiento de la glucosa, la próxima fuente de energía a ser utilizada es el glucógeno almacenado en los músculos y en el hígado. Este es rápidamente transformado en glucosa y ofrece un aporte razonable de energía. Su agotamiento puede generar apatía, postración y hasta síncope —el cerebro al utilizar la glucosa y cuerpos cetónicos, como forma de energía, sufre mucho cuando hay hipoglucemia—. En seguida las grasas (triacilglicerol) son liberadas de las reservas adiposas, y es dividida en ácido-graso más glicerol. El glicerol es transportado al hígado a fin de producir glucosa. El ácido graso por medio de la beta-oxidación forma cuerpos cetónicos que causan un aumento de la acidez en sangre (el pH normal es de 7,4). La acumulación de cuerpos cetónicos en la sangre puede llevar a un cuadro de cetonemia (ver cetosis), su progresión tiende a evolucionar en un surgimiento de ceto-acidez (pH < 7,3) compensado por el organismo con la liberación de bicarbonatos de la circulación.
La piel se hace más gruesa sin el tejido adiposo subcutáneo. En esta etapa las proteínas de los músculos y del hígado son divididas en aminoácidos para que por medio de la gluconeogénesis pasen a ser una nueva fuente de glucosa (energía). En verdad el organismo puede usar varias sustancias del cuerpo como fuente de energía. La grande perdida de masa muscular ocurre en las regiones más próximas al esqueleto. La fuerza muscular es mínima y como consecuencia sigue la muerte.

## Consecuencias

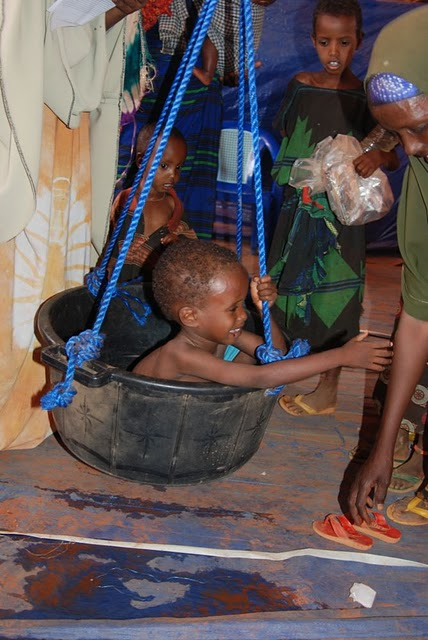
Niños siendo pesados para medir la malnutrición en un campo de refugiados, durante la crisis alimentaria en el Cuerno de África de 2011.

El corazón pierde masa muscular, así como otros músculos del cuerpo. En el estado más avanzado hay una insuficiencia cardíaca y posterior muerte.
El Sistema inmune Se torna ineficiente. El cuerpo humano no puede producir glóbulos blancos, y esto causa múltiples infecciones intestinales, respiratorias, y otros acontecimientos. La duración de las enfermedades es mayor y el pronóstico siempre peor que en individuos normales. La cicatrización se lentifica.
En la sangre es posible que ocurra un cuadro de anemia ferropénica relacionada con la desnutrición.
En el tracto intestinal hay una menor secreción de HCL por el estómago, tornando ese ambiente más favorable para la proliferación de bacterias. El intestino disminuye su ritmo de peristáltico y su absorción de nutriente.
En la persona produce una disminución de su coeficiente intelectual, problemas de aprendizaje, de retención y memoria. En niños, menor crecimiento y desarrollo físico y mental.

### Desnutrición y desarrollo cognitivo
La desnutrición en etapas tempranas de la vida tiene un impacto significativo en el desarrollo cerebral, afectando procesos como la neurogénesis, la mielinización y la plasticidad sináptica. Dado que los primeros 1,000 días de vida son críticos para la maduración neuronal, las deficiencias nutricionales durante este periodo pueden generar alteraciones estructurales y funcionales en el cerebro. 
- Efectos en la estructura cerebral: Estudios de neuroimagen han demostrado que niños que han sufrido desnutrición severa presentan menor volumen de materia gris y alteraciones en la conectividad funcional del cerebro. Estas diferencias pueden afectar el desarrollo del córtex prefrontal, el hipocampo y la amígdala, estructuras fundamentales para la regulación de la memoria, la emoción y la toma de decisiones. [16]
- Impacto en la cognición: Se ha encontrado que la desnutrición infantil está asociada con un menor coeficiente intelectual (CI), reducción en la velocidad de procesamiento de la información y problemas en el aprendizaje. Además, existe evidencia de que estos déficits pueden persistir hasta la adultez, afectando el rendimiento académico y las oportunidades laborales. [17]
- Plasticidad y reversibilidad: Aunque los efectos de la desnutrición pueden ser duraderos, ciertos estudios sugieren que intervenciones nutricionales tempranas pueden mitigar algunos de estos déficits. Programas de suplementación con hierro, ácidos grasos esenciales y micronutrientes han mostrado resultados prometedores en la mejora de habilidades cognitivas en niños desnutridos. [15]

## Prevenciones
Para prevenir la desnutrición  se debe:
1. Lograr una buena alimentación variada y nutritiva que se base en: cereales y tubérculos, verduras y frutas de temporada, leguminosas, alimentos de origen animal (pollo, huevo, pescado, carne, leche o queso).
2. Una mujer se debe preparar para cuando sea madre, acumulando reservas de micronutrientes y alimentarse bien.
3. Si una mujer esta embarazada: necesita tres comidas principales y dos entre-comidas, variando los alimentos de buena calidad.
4. Los niños menores de 6 meses deben ser alimentados solo con leche materna.
5. Vigilar la talla y peso del niño es una forma de monitorear su crecimiento.
6. Preparar los alimentos con limpieza, lavar las manos antes de preparar la comida o servirla y luego de ir al baño o cambiar el pañal puede evitar que el infante se enferme.
7. Los niños enfermos deben continuar su alimentación, sin grasas, mucho líquido y muchos cuidados. Luego de la enfermedad los niños recuperan su peso con una buena alimentación.
8. Es muy importante acudir regularmente a un centro de salud durante el embarazo, y controlar regularmente al niño con un pediatra y un nutricionista, para evitar complicaciones, problemas de salud y prevenir la desnutrición.
9. Tener una buena salud alimentaria con alimentos balanceados.

## Si se detectan signos de desnutrición
Una vez realizada la evaluación integral del paciente, se podrán tener los siguientes diagnósticos:
- Situación de riesgo.
- Desnutrición subclínica o marginal.
- Desnutrición clínica.

Se clasifica en:
- Zona Crítica.
- Leve.
- Moderada.
- Grave.

Si no se atienden oportunamente las clasificaciones anteriores pueden caer en:
- Kwashiorkor: Es una forma de desnutrición que ocurre cuando no hay suficiente proteína en la dieta.
- Marasmo: es un tipo de desnutrición energética por defecto, acompañada de emaciación (flaqueza exagerada), resultado de un déficit calórico total.